# Cantón de Bourg-en-Bresse-Este
El cantón de Bourg-en-Bresse-Este (en francés canton de Bourg-en-Bresse-Est) era una división administrativa francesa del departamento de Ain, en la región de Ródano-Alpes. Fue suprimido en 2015.

## Composición
El cantón estaba formado por una fracción de la comuna de Bourg-en-Bresse.

## Supresión del cantón
En aplicación del decreto n.º 2014-147 del 13 de febrero de 2014, el cantón de Bourg-en-Bresse-Este fue suprimido el 1 de abril de 2015 y su territorio pasó a formar parte del nuevo cantón de Bourg-en-Bresse-1 y/o Bourg-en-Bresse-2.